# 7287 Yokokurayama
7287 Yokokurayama (1990 VN2) là một tiểu hành tinh vành đai chính được phát hiện ngày 10 tháng 11 năm 1990 bởi T. Seki ở Geisei.
Its distance from the sun is 2.1890824 AU (Astronomical Units are roughly equivalent to the distance from earth to the sun). It has an eccentricity of 0.2487886 và chu kỳ quỹ đạo là 1,816.96 ngày (4.98 năm).
Yokokurayama has an orbital speed average of 17.44788505 km/s và độ nghiên quỹ đạo là 13.99221 thereof.